# Woodbine (Iowa)
Woodbine és una població dels Estats Units a l'estat d'Iowa. Segons el cens del 2000 tenia 1.564 habitants.

## Demografia
Segons el cens del 2000, Woodbine tenia 1.564 habitants, 647 habitatges, i 416 famílies. La densitat de població era de 534,4 habitants/km².
Dels 647 habitatges en un 27,8% hi vivien nens de menys de 18 anys, en un 53,2% hi vivien parelles casades, en un 9,4% dones solteres, i en un 35,7% no eren unitats familiars. En el 32,8% dels habitatges hi vivien persones soles el 21,8% de les quals corresponia a persones de 65 anys o més que vivien soles. El nombre mitjà de persones vivint en cada habitatge era de 2,3 i el nombre mitjà de persones que vivien en cada família era de 2,93.
Per edats la població es repartia de la següent manera: un 23,5% tenia menys de 18 anys, un 7,5% entre 18 i 24, un 23,6% entre 25 i 44, un 18,4% de 45 a 60 i un 27,1% 65 anys o més.
L'edat mediana era de 41 anys. Per cada 100 dones de 18 o més anys hi havia 77,6 homes.
La renda mediana per habitatge era de 30.083 $ i la renda mediana per família de 40.972 $. Els homes tenien una renda mediana de 30.139 $ mentre que les dones 22.589 $. La renda per capita de la població era de 15.117 $. Entorn del 7,6% de les famílies i el 10,4% de la població estaven per davall del llindar de pobresa.

## Poblacions més properes
El següent diagrama mostra les poblacions més properes.